# 사우스이스트 디비전 (NBA)
사우스이스트 디비전(영어: Southeast Division)은 NBA(영어: National Basketball Association) 동부 콘퍼런스(영어: Eastern Conference)의 3개 디비전 중 하나다. 디비전은 애틀랜타 호크스, 샬럿 호니츠, 마이애미 히트, 올랜도 매직, 워싱턴 위저즈등 5개 팀으로 구성돼 있다.
디비전은 샬럿 밥캐츠가 추가되면서 리그가 29개 팀에서 30개 팀으로 확장된 2004~2005 시즌 초에 만들어졌다. 리그는 각 컨퍼런스에서 3개의 디비전으로 재정비되었다. 사우스이스트 디비전은 애틀랜타 호크스, 샬럿 밥캐츠, 마이애미 히트, 올랜도 매직, 워싱턴 위저즈등 5팀이 창단 멤버로 시작되었다. 애틀랜타 호크스는 샌트럴 디비전에서, 마이애미 히트, 올랜도 매직, 워싱턴 위저즈는 애틀랜틱 디비전에서 합류했다. 샬럿 밥캐츠는 2014~2015 시즌과 함께 호니츠로 이름을 변경했으며 그 후 1988년부터 2002년까지 원래 호니츠의 역사를 가정했다. 호니츠라는 이름은 이전에 2002년부터 2013년까지 현재 뉴올리언스 펠리컨스에 의해 사용되었다.
마이애미 히트가 12번으로 가장 많은 디비전 우승을 차지한 반면 올랜도 매직은 6번, 애틀랜타 호크스는 2번, 워싱턴 위저즈는 1번을 차지했다. 마이애미 히트는 2011년부터 2014년까지 4시즌 연속 디비전 우승을 차지하며 현재까지 기록을 세웠다. 마이애미 히트의 세 번의 우승(2006년, 2012년, 2013년)은 각각 디비전 우승 이후에 이루어졌다. 2004년부터 2014년까지 플로리다의 두 주에 기반을 둔 프랜차이즈인 마이애미 히트와 올랜도 매직는 2015시즌 애틀랜타 호크스가 60승으로 우승한 후 마침내 깨진 10연패를 달성했다. 2010년과 2014년 두 차례에 걸쳐 디비전 5개 팀 중 4개 팀이 그 2년간 포스트시즌 플레이오프 8개 팀 중 절반을 차지했다. 2024~2025 시즌 디비전 챔피언은 올랜도 매직이다.

## 현재 디비전 소속 팀
| 구단명              | 연고지                | 경기장              | 수용인원            | 창설                | 가맹                | 창설 당시 소속      |
| 사우스이스트 디비전 | 사우스이스트 디비전   | 사우스이스트 디비전 | 사우스이스트 디비전 | 사우스이스트 디비전 | 사우스이스트 디비전 | 사우스이스트 디비전 |
| ------------------- | --------------------- | ------------------- | ------------------- | ------------------- | ------------------- | ------------------- |
| 애틀랜타 호크스     | 조지아주 애틀랜타     | 스테이트팜 아레나   | 18,238명            | 1946년              | 1949년              | 센트럴 디비전       |
| 샬럿 호니츠         | 노스캐롤라이나주 샬럿 | 스펙트럼 센터       | 19,077명            | 1988년              | 1988년              | 애틀랜틱 디비전     |
| 마이애미 히트       | 플로리다주 마이애미   | 카세야 센터         | 19,600명            | 1988년              | 1988년              | 애틀랜틱 디비전     |
| 올랜도 매직         | 플로리다주 올랜도     | KIA 센터            | 18,846명            | 1989년              | 1989년              | 애틀랜틱 디비전     |
| 워싱턴 위저즈       | 워싱턴 D.C.           | 캐피털 원 아레나    | 20,356명            | 1961년              | 1961년              | 애틀랜틱 디비전     |

## 역대 디비전 라인업
| 연도          | 팀                                                                          | 참가팀 수 |
| ------------- | --------------------------------------------------------------------------- | --------- |
| 2004년~2014년 | 애틀랜타 호크스 · 샬럿 밥캐츠 · 마이애미 히트 · 올랜도 매직 · 워싱턴 위저즈 | 5팀       |
| 2014년~현재   | 애틀랜타 호크스 · 샬럿 호니츠 · 마이애미 히트 · 올랜도 매직 · 워싱턴 위저즈 | 5팀       |

<참고사항>
- 2004년 애틀랜타 호크스, 샬럿 밥캐츠, 마이애미 히트, 올랜도 매직, 워싱턴 위저즈 창립 멤버로 구성되었다. 신생팀인 샬럿 밥캐츠가 디비전에 합류했다. 애틀랜타 호크스가 센트럴 디비전에서, 마이애미 히트, 올랜도 매직, 워싱턴 위저즈가 애틀랜틱 디비전에서 합류했다.
- 2014년 샬럿 밥캐츠가 샬럿 호니츠로 팀명을 바뀌었고, 뉴올리언스 펠리컨스로부터 원래 샬럿 호니츠(1988년~2002년)의 역사와 기록을 취득했다.

## 역대 디비전 우승 팀
- 2021~2022 시즌을 시작으로, 사우스이스트 디비전 챔피언은 얼 로이드 트로피를 받았다. 다른 디비전 챔피언십 트로피와 마찬가지로 NBA 역사상 아프리카계 미국인 선구자 중 한 명의 이름을 따서 명명되었다. 얼 로이드는 1950년 10월 31일 워싱턴 캐피털스에서 데뷔하면서 NBA 경기에 출전한 최초의 아프리카계 미국인이 되었다. 로이드 트로피는 200mm(7.9인치) 크리스탈 볼로 구성되어 있다.

| 시즌      | 우승팀          | 시즌 성적      |
| --------- | --------------- | -------------- |
| 2004~2005 | 마이애미 히트   | 59승 23패 .720 |
| 2005~2006 | 마이애미 히트   | 52승 30패 .634 |
| 2006~2007 | 마이애미 히트   | 44승 38패 .537 |
| 2007~2008 | 올랜도 매직     | 52승 30패 .634 |
| 2008~2009 | 올랜도 매직     | 59승 23패 .720 |
| 2009~2010 | 올랜도 매직     | 59승 23패 .720 |
| 2010~2011 | 마이애미 히트   | 58승 24패 .707 |
| 2011~2012 | 마이애미 히트   | 46승 20패 .697 |
| 2012~2013 | 마이애미 히트   | 66승 16패 .805 |
| 2013~2014 | 마이애미 히트   | 54승 28패 .659 |
| 2014~2015 | 애틀랜타 호크스 | 60승 22패 .732 |
| 2015~2016 | 마이애미 히트   | 48승 34패 .585 |
| 2016~2017 | 워싱턴 위저즈   | 49승 33패 .598 |
| 2017~2018 | 마이애미 히트   | 44승 38패 .537 |
| 2018~2019 | 올랜도 매직     | 42승 40패 .512 |
| 2019~2020 | 마이애미 히트   | 44승 29패 .603 |
| 2020~2021 | 애틀랜타 호크스 | 41승 31패 .569 |
| 2021~2022 | 마이애미 히트   | 53승 29패 .646 |
| 2022~2023 | 마이애미 히트   | 44승 38패 .537 |
| 2023~2024 | 올랜도 매직     | 47승 35패 .573 |
| 2024~2025 | 올랜도 매직     | 41승 41패 .500 |

### NBA 파이널 우승
| 시즌      | 팀            | 시즌 성적      |
| --------- | ------------- | -------------- |
| 2005~2006 | 마이애미 히트 | 52승 30패 .634 |
| 2011~2012 | 마이애미 히트 | 46승 20패 .697 |
| 2012~2013 | 마이애미 히트 | 66승 16패 .805 |

## 역대 팀별 디비전 우승한 연도
| 팀              | 최근 우승한 연도 |
| --------------- | ---------------- |
| 애틀랜타 호크스 | 2021년           |
| 샬럿 밥캐츠     | 빈칸             |
| 샬럿 호니츠     | 빈칸             |
| 마이애미 히트   | 2023년           |
| 올랜도 매직     | 2025년           |
| 워싱턴 위저즈   | 2017년           |

### 디비전 우승횟수
| 횟수 | 팀              |
| ---- | --------------- |
| 12회 | 마이애미 히트   |
| 6회  | 올랜도 매직     |
| 2회  | 애틀랜타 호크스 |
| 1회  | 워싱턴 위저즈   |

## 같이 보기
- 애틀랜틱 디비전
- 센트럴 디비전
- 노스웨스트 디비전
- 퍼시픽 디비전
- 사우스웨스트 디비전
- 이스턴 디비전
- 웨스턴 디비전
- 미드웨스트 디비전